# Repetição espaçada
Repetição espaçada é uma técnica de aprendizado baseada em evidências usualmente utilizada com flashcards (cartões de memorização). Flashcards recém-introduzidos e mais difíceis são mostrados com maior frequência, enquanto os mais antigos e menos difíceis são mostrados com menor frequência para explorar o efeito de espaçamento. Foi comprovado que o uso de repetição espaçada aumenta a taxa de aprendizado.
Embora o princípio seja útil em muitos contextos, a repetição espaçada é normalmente utilizada em contextos onde o aprendiz deve se recordar de muitos itens e os reter indefinidamente na memória. Dessa forma, é empregada no processo de aquisição de vocabulário no processo de aprendizagem de uma segunda língua. Vários programas de software de repetição espaçada foram desenvolvidos para auxiliar o processo de aprendizagem. Também é possível realizar repetições espaçadas com flashcards usando o sistema Leitner.[carece de fontes?]

## História
A base de pesquisa para a repetição espaçada foi iniciada por Hermann Ebbinghaus que sugeriu que o esquecimento de informações ao longo do tempo segue uma curva de esquecimento. O esquecimento, porém, pode ser evitado com a repetição do conteúdo, em especial com técnicas de recuperação ativa da informação (active recall). [carece de fontes?]
O treinamento com repetição espaçada foi testado pela primeira vez por Landauer e Bjork em 1978; eles reuniram um grupo de estudantes de psicologia mostrando aos estudantes fotos de certas pessoas seguidas pelo nome dos indivíduos. Com a repetição espaçada, os estudantes conseguiram associar o nome e o rosto dos indivíduos ao longo do tempo.
Schacter, Rich e Stampp, em 1985, pesquisaram o uso da técnica por pessoas que têm amnésia e outros distúrbios de memória. Os resultados mostraram que o uso da repetição espaçada pode ajudar não apenas os estudantes, mas também indivíduos que lidam com problemas de memória. Em 1989, C.J. Camp descobriu que usar essa técnica com pacientes de Alzheimer pode aumentar a duração da memória de fatos específicos. Esses resultados demostraram que a expansão do intervalo de tempo implica em maiores benefícios para a memória.